# Puchar Wielkich Mistrzyń 2009 (składy)
Artykuł grupuje składy wszystkich reprezentacji narodowych w piłce siatkowej, które wystąpiły w Pucharze Wielkich Mistrzyń 2009 w Japonii.
- Przynależność klubowa: 10 listopada 2009.
- Zawodniczki oznaczeni literą K to kapitanowie reprezentacji.
- Legenda: 
 Nr - numer zawodniczki
 A - atakująca 
 L - libero 
 P - przyjmująca 
 R - rozgrywająca 
 Ś - środkowa
U - uniwersalna

## Brazylia
Trener: José Roberto Guimarães
Asystent: Paulo Barros Junior
| Nr | Imię i nazwisko                  | Data urodzenia | Wzrost (cm) | Klub          | Pozycja |
| 2  | Ana Tiemi Takagui                | 26.10.1987     | 187         | Sollys Osasco | R       |
| 3  | Danielle Rodrigues Lins          | 05.01.1985     | 181         | Unileve       | R       |
| 4  | Paula Renata Marques Pequeno     | 22.01.1982     | 184         | Sollys Osasco | P       |
| 5  | Caroline de Oliveira Saad Gattaz | 27.07.1981     | 191         | Unileve       | Ś       |
| 6  | Thaisa Menezes                   | 15.05.1987     | 196         | Sollys Osasco | Ś       |
| 7  | Marianne Steinbrecher            | 23.08.1983     | 188         | São Caetano   | P       |
| 8  | Adenizia Silva                   | 18.12.1986     | 185         | Sollys Osasco | Ś       |
| 9  | Natália Pereira                  | 24.04.1989     | 183         | Sollys Osasco | P       |
| 10 | Welissa Gonzaga                  | 09.09.1982     | 179         | Sollys Osasco | P       |
| 11 | Joyce Silva                      | 13.06.1984     | 190         | Unileve       | U       |
| 13 | Sheilla Tavares de Castro        | 01.07.1983     | 185         | São Caetano   | A       |
| 14 | Fabiana de Alvim Oliveira        | 07.03.1980     | 169         | Unileve       | L       |

Do szerokiego składu powołane zostały także:
| Nr | Imię i nazwisko         | Data urodzenia | Wzrost (cm) | Klub          | Pozycja |
| 1  | Fabiana Claudino        | 24.01.1985     | 193         | Unileve       | Ś       |
| 12 | Natalia Martins         | 12.11.1984     | 185         | São Caetano   | Ś       |
| 15 | Regiane Bidias          | 02.10.1986     | 189         | Unileve       | P       |
| 16 | Fernanda Rodrigues      | 10.05.1986     | 179         | Pinheiros     | P       |
| 17 | Josefa Fabiola de Souza | 03.02.1983     | 184         | Pinheiros     |         |
| 18 | Camila Brait            | 28.10.1988     | 170         | Sollys Osasco | L       |
| 19 | Thais Barbosa           | 02.03.1980     | 185         | Sollys Osasco |         |
| 20 | Juliana Castro          | 30.06.1985     | 187         | Pinheiros     | P       |

## Dominikana
Trener:  Marcos Kwiek
Asystent: Wagner Pacheco
| Nr | Imię i nazwisko                | Data urodzenia | Wzrost (cm) | Klub                         | Pozycja |
| 1  | Annerys Vargas Valdez          | 07.08.1981     | 194         | Criollas de Caguas           | Ś       |
| 2  | Dahiana Burgos Herrera         | 07.04.1985     | 180         | Lavoro.Doc Pontecagnano      | P       |
| 3  | Lisvel Elisa Eve Mejia         | 10.09.1991     | 189         | Criollas de Caguas           | Ś       |
| 5  | Brenda Castillo                | 05.06.1992     | 167         | San Cristóbal                | L       |
| 6  | Carmen Rosa Caso Sierra        | 29.11.1981     | 168         | Distrito Nacional            | L       |
| 7  | Niverka Dharlenis Marte Frica  | 19.10.1990     | 178         | Distrito Nacional            | R       |
| 8  | Cándida Estefany Arias Pérez   | 11.03.1992     | 191         | San Cristóbal                | Ś       |
| 10 | Milagros Cabral De La Cruz (K) | 17.10.1978     | 181         | Korea Expressway Corporation | P       |
| 11 | Jeoselyna Rodríguez Santos     | 09.12.1991     | 184         | Indias de Mayagüez           | A       |
| 12 | Karla Echenique                | 16.05.1986     | 181         | Santiago                     | R       |
| 14 | Prisilla Rivera Brens          | 29.12.1984     | 186         | CAV Murcia 2005              | Ś       |
| 17 | Altagracia Mambru              | 21.01.1986     | 180         | Ageo Medics                  | Ś       |

Do szerokiego składu powołane zostały także:
| Nr | Imię i nazwisko                     | Data urodzenia | Wzrost (cm) | Klub          | Pozycja |
| 4  | Marianne Fersola Norberto           | 16.01.1992     | 180         | Mirador       | Ś       |
| 9  | Erasma Moreno Martinez              | 25.11.1991     | 183         | Monte Plata   | P       |
| 13 | Marisol Concepcion Contreras        | 10.11.1991     | 191         | Monte Plata   | P       |
| 15 | Camil Inmaculada Dominguez Martinez | 07.12.1991     | 176         | Mirador       | R       |
| 16 | Marifranchi Rodriguez               | 29.08.1990     | 184         | Mirador       | Ś       |
| 18 | Yeniffer Cristina Ramirez Espinal   | 17.03.1993     | 183         | Mirador       | R       |
| 19 | Ana Yorkira Binet Stephens          | 09.02.1992     | 174         | Santo Domingo | L       |

## Japonia
Trener: Masayoshi Manabe
Asystent: Kiyoshi Abo
| Nr | Imię i nazwisko  | Data urodzenia | Wzrost (cm) | Klub              | Pozycja |
| 1  | Megumi Kurihara  | 31.07.1984     | 187         | Pioneer Red Wings | P       |
| 3  | Yoshie Takeshita | 18.03.1978     | 159         | JT Marvelous      | R       |
| 4  | Kaori Inoue      | 21.10.1982     | 182         | Denso Airybees    | Ś       |
| 6  | Yūko Sano        | 26.07.1979     | 159         | Hisamitsu Springs | L       |
| 9  | Mizuho Ishida    | 22.01.1988     | 174         | Hisamitsu Springs | P       |
| 10 | Yuki Shōji       | 19.11.1981     | 182         | Ageo Medics       | Ś       |
| 11 | Erika Araki (K)  | 03.08.1984     | 186         | Toray Arrows      | Ś       |
| 12 | Saori Kimura     | 19.08.1986     | 185         | Toray Arrows      | P       |
| 15 | Koyomi Tominaga  | 01.05.1989     | 175         | Pioneer Red Wings | R       |
| 17 | Mai Yamaguchi    | 03.07.1983     | 176         | Okayama Seagulls  | P       |
| 18 | Maiko Sakashita  | 25.02.1985     | 180         | JT Marvelous      | P       |
| 19 | Kanari Hamaguchi | 29.08.1985     | 167         | Toray Arrows      | L       |

Do szerokiego składu powołane zostały także:
| Nr | Imię i nazwisko  | Data urodzenia | Wzrost (cm) | Klub              | Pozycja |
| 2  | Yuki Kawai       | 22.01.1990     | 169         | JT Marvelous      | R       |
| 5  | Kazuyo Mori      | 21.06.1976     | 175         | Okayama Seagulls  | Ś       |
| 7  | Hiroko Okano     | 25.05.1976     | 167         | Okayama Seagulls  | R       |
| 8  | Yuki Ishikawa    | 26.04.1987     | 180         | JT Marvelous      | Ś       |
| 13 | Maiko Kano       | 15.07.1988     | 184         | Hisamitsu Springs | P       |
| 14 | Masami Taniguchi | 17.09.1976     | 177         | JT Marvelous      | P       |
| 16 | Kotoe Inoue      | 15.02.1990     | 161         | JT Marvelous      | L       |
| 20 | Shuka Oyama      | 25.09.1980     | 182         | Hisamitsu Springs | P       |

## Korea Południowa
Trener: Ryu Hoa-suk
Asystent: Park Gi-ju
| Nr | Imię i nazwisko | Data urodzenia | Wzrost (cm) | Klub                        | Pozycja |
| 2  | Yeum Hye-seon   | 03.02.1991     | 177         | Hyundai                     | R       |
| 4  | Kim Sa-nee (K)  | 21.06.1981     | 180         | KT&G                        | R       |
| 5  | Kim Hae-ran     | 16.03.1984     | 168         | Korea Expressway corp.      | L       |
| 6  | Oh Hyun-mi      | 15.03.1986     | 175         | GS Caltex                   | P       |
| 7  | Yoon Hye-duk    | 19.06.1983     | 174         | Hyundai                     | P       |
| 10 | Kim Yeon-koung  | 26.02.1988     | 190         | JT Marvelous                | P       |
| 12 | Hwang Youn-joo  | 13.08.1986     | 177         | Hungkuk Life Insurance Co.  | P       |
| 13 | Park Jeong-ah   | 26.03.1993     | 185         | NAMSUNG Women's Highschool  | P       |
| 14 | Yang Hyo-jin    | 14.12.1989     | 190         | Hyundai                     | Ś       |
| 15 | Kim Se-young    | 04.06.1981     | 190         | KT&G                        | Ś       |
| 17 | Lee Bo-lam      | 08.08.1988     | 185         | Korea Expressway Corp.      | Ś       |
| 19 | Kim Hee-jin     | 29.04.1991     | 186         | Joongang Women's Highschool | P       |

Do szerokiego składu powołane zostały także:
| Nr | Imię i nazwisko | Data urodzenia | Wzrost (cm) | Klub                        | Pozycja |
| 1  | Han Yoo-mi      | 05.02.1982     | 180         | Hyundai                     | P       |
| 3  | Si Eun-mi       | 03.07.1990     | 176         | GS Caltex                   | R       |
| 8  | Kim Hye-jin     | 17.02.1989     | 180         | Heungkuk Life Insurance     | Ś       |
| 9  | La Hea-won      | 28.06.1986     | 184         | GS Caltex                   | P       |
| 11 | Ji Jung-hee     | 18.03.1985     | 180         | KT&G                        | Ś       |
| 16 | Han Song-yi     | 05.09.1984     | 186         | Heungkuk Life Insurance Co. | P       |
| 18 | Yim Myung-ok    | 05.05.1986     | 176         | KT&G                        | L       |
| 20 | Oh Ji-young     | 11.07.1988     | 170         | Korea Expressway Corp       | P       |

## Tajlandia
Trener: Kiattipong Radchatagriengkai
Asystent: Nataphon Srisamutnak
| Nr | Imię i nazwisko          | Data urodzenia | Wzrost (cm) | Klub                       | Pozycja |
| 1  | Wanna Buakaew            | 02.01.1981     | 172         | RBAC                       | L       |
| 5  | Pleumjit Thinkaow        | 09.11.1983     | 180         | Konya Ereğli Belediye Spor | Ś       |
| 6  | Onuma Sittirak           | 13.06.1986     | 175         | VC Zeiler Köniz            | P       |
| 8  | Utaiwan Kaensing         | 07.09.1988     | 189         | RBAC                       | Ś       |
| 10 | Wilavan Apinyapong (K)   | 06.06.1984     | 174         | Konya Ereğli Belediye Spor | P       |
| 11 | Amporn Hyapha            | 19.05.1985     | 180         | Federbrau                  | Ś       |
| 12 | Kamonporn Sukmak         | 29.02.1988     | 174         | Nonthaburi                 | R       |
| 13 | Nootsara Tomkom          | 07.07.1985     | 169         | VC Kanti Schaffhausen      | R       |
| 15 | Malika Kanthong          | 08.01.1987     | 177         | Konya Ereğli Belediye Spor | A       |
| 17 | Wanitchaya Luangtonglang | 08.10.1992     | 175         | Nakhon Ratchasima          | P       |
| 18 | Em-orn Phanusit          | 25.03.1988     | 179         | RBAC                       | A       |
| 19 | Tapaphaipun Chaisri      | 29.11.1989     | 168         | RBAC                       | L       |

Do szerokiego składu powołane zostały także:
| Nr | Imię i nazwisko      | Data urodzenia | Wzrost (cm) | Klub          | Pozycja |
| 2  | Surasawadee Boonyuen | 31.10.1991     | 179         | Surasakmontri | Ś       |
| 3  | Jutarat Montripila   | 02.10.1986     | 175         | Nonthaburi    | P       |
| 4  | Siriporn Sooksen     | 09.02.1988     | 180         | RBAC          | Ś       |
| 7  | Narumon Khanan       | 26.01.1983     | 180         | RBAC          | R       |
| 9  | Piyanut Pannoy       | 10.11.1989     | 171         | Bangkok       | L       |
| 14 | Patcharee Saengmuang | 20.03.1978     | 181         | Federbrau     | P       |
| 16 | Patcharee Deesamer   | 03.02.1989     | 180         | RBAC          | Ś       |

## Włochy
Trener: Massimo Barbolini
Asystent: Marco Bracci
| Nr | Imię i nazwisko        | Data urodzenia | Wzrost (cm) | Klub                      | Pozycja |
| 2  | Cristina Barcellini    | 20.11.1986     | 185         | Asystel Novara            | P       |
| 3  | Imma Sirressi          | 19.05.1990     | 174         | Asystel Novara            | L       |
| 5  | Giulia Rondon          | 16.10.1987     | 189         | River Volley Piacenza     | R       |
| 8  | Jenny Barazza          | 24.07.1981     | 188         | Asystel Novara            | Ś       |
| 10 | Paola Cardullo         | 18.03.1982     | 162         | Mc-Carnaghi Villa Cortese | L       |
| 11 | Serena Ortolani        | 07.01.1987     | 187         | Volley Bergamo            | A       |
| 12 | Francesca Piccinini    | 10.01.1979     | 180         | Volley Bergamo            | P       |
| 13 | Valentina Arrighetti   | 26.01.1985     | 185         | Volley Bergamo            | Ś       |
| 14 | Eleonora Lo Bianco (K) | 22.12.1979     | 172         | Volley Bergamo            | R       |
| 15 | Antonella Del Core     | 05.11.1980     | 180         | Volley Bergamo            | Ś       |
| 16 | Lucia Bosetti          | 09.07.1989     | 176         | Volley Bergamo            | P       |
| 17 | Simona Gioli           | 17.09.1977     | 185         | Dinamo Moskwa             | Ś       |

Do szerokiego składu powołane zostały także:
| Nr | Imię i nazwisko  | Data urodzenia | Wzrost (cm) | Klub                      | Pozycja |
| 1  | Giulia Pincerato | 16.03.1987     | 182         | River Volley Piacenza     | R       |
| 4  | Lucia Crisanti   | 16.03.1986     | 186         | Yamamay Busto Arsizio     | Ś       |
| 6  | Enrica Merlo     | 28.12.1988     | 170         | Volley Bergamo            | L       |
| 7  | Martina Guiggi   | 01.05.1984     | 183         | Scavolini Pesaro          | Ś       |
| 9  | Manuela Secolo   | 22.02.1977     | 180         | Mc-Carnaghi Villa Cortese | P       |
| 18 | Taismary Agüero  | 05.03.1977     | 177         | Mc-Carnaghi Villa Cortese | P       |
| 19 | Francesca Marcon | 09.07.1983     | 180         | Spes Volley Conegliano    | P       |
| 20 | Monica Ravetta   | 29.08.1985     | 185         | Linkem Club Italia        | A       |